# صحة اللاجئين

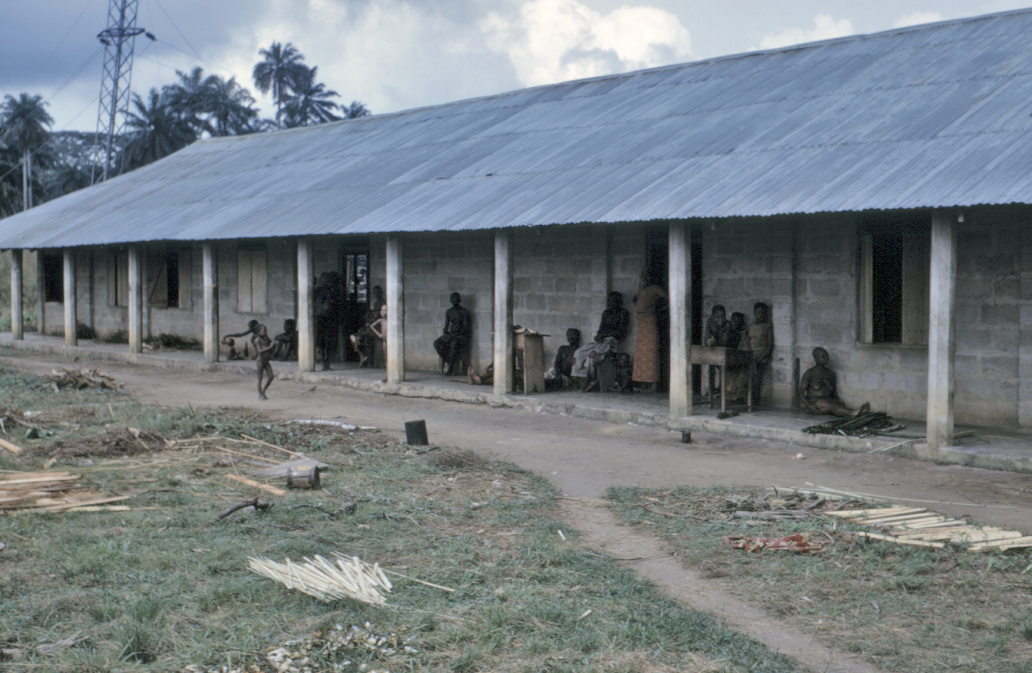

صحة اللاجئين هي مجال الدراسة المتعلقة بالآثار الصحية التي يعاني منها الأشخاص النازحين إلى بلد آخر أو حتى إلى جزء آخر من العالمِ نتيجةٍ لظروفٍ غير آمنة مثل الحرب أو الاضطهاد. وتتأثر صحة السكان المشردين بشكل اساسي بالأمراضِ المُعدية والصحةِ العقليةِ والامراضِ المزمنة غير المألوفةِ في البلد الذي يستوطنون فيه في نهاية المطافِ. ويرجعُ الوضع الصحي للاجئيين إلى حدٍ كبير إلى عدةِ عواملٍ مثل الأصل الجغرافي للمهاجر، وظروف مخيمات اللاجئين أو البيئات الحضرية التي يعيشون فيها، والظروف الشخصية والجسدية والنفسية للمهاجر، سواء أكان موجوداً أو مكتسباً أثناء سفرهِ من وطنهِ إلى مخيمٍ أو في النهايةِ إلى منزِلِهم الجديد.
الشواغل الصحية الرئيسة
وفي العموم، يقل احتمال لجوء المهاجرين الدوليين- إلى البلدان الأغنى- إلى الخدمات الصحية العامة ولكنهم أكثر عرضه لتدهور صحتهم العقلية والموت قبل الأوان مقارنه بالسكان الأصليين. فاللاجئون أكثر عُرضه لخطر الإصابة بأمراض معينة أو مشاكل صحية أخرى بسبب عدة عوامل مثل سوء التغذية وسوء الصرف الصحي والافتقار إلى الرعاية الطبية الكافية.
الأمراض غير المعدية
المرض غير المعدي هو حالة طبية غير قابلة للانتقال وغير معدية. وهو ناجم عن السلوكيات الفردية والبيئية. ووفقا لمنظمة الصحة العالمية فإن هذه الأمراض تؤدي إلى وفاة ما يقدر بنحو 40 مليون شخص سنويا، أي نحو 70٪ من الوفيات في مختلف أنحاء العالم.  وترتبط تنمية هذه الظروف والسيطرة عليها ارتباطاً مباشراً بالتغذية والسلوك الصحي. وكانت الأمراض غير المعدية مسؤولة عن 19٪ إلى 46٪ من الوفيات في البلدان الخمسة الأكثر إنتاجا للاجئين في عام 2015. وتُشير التقارير إلى أن أكثر من نصف الأسر السورية اللاجئة (التي أُعيد توطينها في الأردن) لديها عضو يُعاني من مرض غير معدي.